# Raquel Tavares

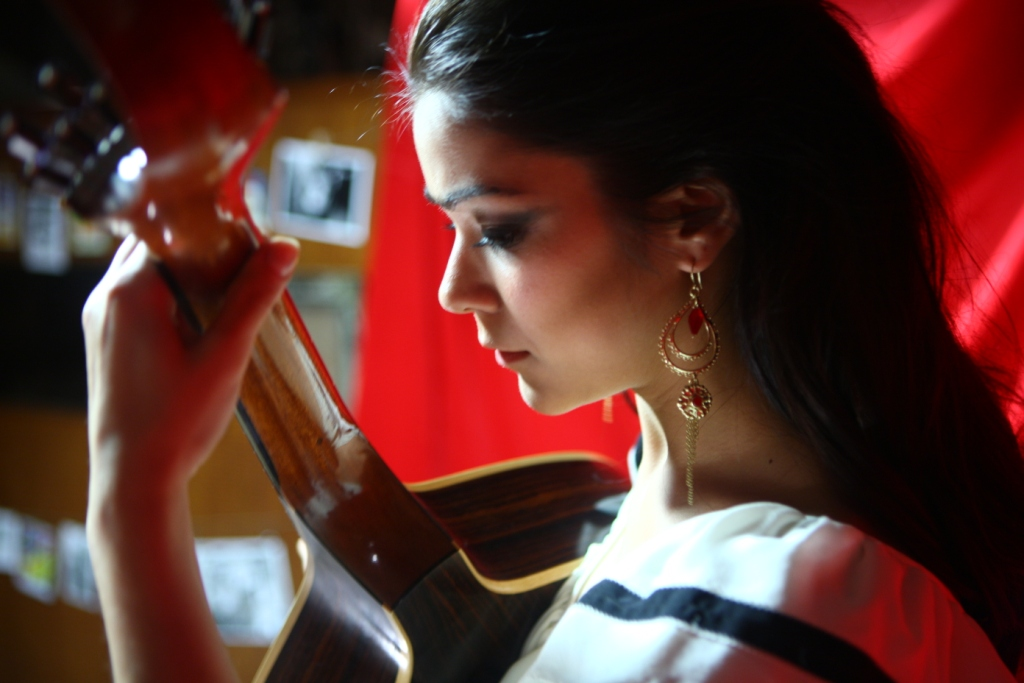
Raquel Tavares în 2008

Raquel Tavares (n. 11 ianuarie 1985, Lisabona, Portugalia) este o cântăreață de fado, prezentatoare de televiziune și actriță portugheză.

## Biografie
Raquel Tavares s-a născut pe 11 ianuarie 1985 la Lisabona.
Numele său a câștigat faima națională în fado pentru prima dată în 1997, an în care, la vârsta de 12 ani, a câștigat Grande Noite do Fado, o inițiativă a Casei da Imprensa.
În 2004 a jucat un rol secundar de cântăreață fado în filmul „O Milagre segundo Salomé” de Mário Barroso și a participat în 2007 cu o melodie la proiectul-tribut CD și DVD pentru interpretul de cântece de protest și fado de Coimbra, Adriano Correia de Oliveira.
Albumul ei Raquel Tavares avea să ajungă pe piață în 2006 prin intermediul editorului Movieplay Portuguesa. În producție a fost Jorge Fernando, care a cântat și la violă. A fost acompaniată și de cântărețul de fado Custódio Castelo la chitară portugheză, Diogo Clemente la violă și Filipe Larsen la chitară bas.
Raquel Tavares a cântat în mai multe case de fado („Café Luso”, „Senhor Vinho”, „Arcadas do Faia”, „Adega Mesquita”, „Adega Machado”), fiind în 2009 o prezență regulată la Casa de Linhares „Bacalhau De Molho”, unde puteau găsi și nume precum Celeste Rodrigues, Maria da Nazaré, Ana Moura, Jorge Fernando, Manuel Bastos, Maria do Carmo sau Vânia Duarte.
În acest timp, spectacolele lui Raquel s-au extins dincolo de granițe, cu turnee în mai multe țări și orașe precum Paris, Roma, Madrid și chiar peste ocean la Santiago de Chile.
Pe 9 ianuarie 2020, artista a anunțat decizia de a lua o pauză în carieră pentru că nu se mai simțea bine cântând, susținându-și dorința de a îmbrățișa proiecte care implicau televiziunea.

## Discografie selectivă

### Albume de studio
- 1999 – Porque Canto Fado (Metro-Som)
- 2006 – Raquel Tavares (Movieplay Portuguesa)[3]
- 2007 – Roberto Carlos por Raquel Tavares (Omagiu cântărețului Roberto Carlos)
- 2008 – Bairro (Movieplay)
- 2016 – Raquel (Sony Music)[5]
- 2017 – Roberto Carlos por Raquel Tavares (Omagiu cântărețului Roberto Carlos)

#### Compilații
- 2006 – Novo Fado (Difference) Tema: "Meditando Eu A Vi"
- 2007 – Atlantic Waves 2007 Festival Sampler (Calouste Gulbenkian Foundation) Tema: "Fado Raquel"
- 2007 – Adriano, Aqui e Agora: O Tributo (Movieplay) Tema: "Cantar Para Um Pastor"
- 2008 – Fado: Sempre! Ontem, Hoje e Amanhã = Always! Yesterday, Today and Tomorrow (iPlay) Tema: "Manjerico"